# Telek (heraldika)
A telek a nyugat-európai heraldikában kedvelt mesteralak. Általában a pajzsfő jobb, gyakran bal szélén, esetleg közepén elhelyezett négyzet. Lényegében a pajzs egyik negyede, vagyis a négyelt pajzs egyik mezőjének felel meg. A nagysága azonban nincs pontosan meghatározva. Oldalai valamivel kisebbek (más vélemény szerint nagyobbak), mint a pajzsszélesség egyharmada, más vélemények szerint pontosan egyharmad. (Ebben az értelemben a telek fél pajzsfő.) A legelterjedtebb vélemény szerint a telek a pajzsszélesség 1/4-e vagy valamivel kisebb. Innen származik a telek elnevezése is egyes nyelvekben (de: Vierung,  r. fr: cauntel, fr: franc quartier, en: quatier, a magyar 'negyed'), míg az
egyharmadnyi vagy akörüli telket 'perem'nek, 'sarok'nak (fr, en: canton) nevezik. Az ennél kisebb telket kisteleknek (de: kleine Vierung) vagy kisnégyzetnek (de: Freiviertel, általában címerábrák nélkül) nevezzük. Nagyon ritkán a kisnégyzet a pajzs alsó sarkában is előfordulhat. Ezt alsó kisnégyzetnek, illetve bal alsó kisnégyzetnek lehet nevezni. Ha a telek (jóval) nagyobb méretű a pajzs negyedénél, szabad telek (en: franc-quartier, de: Freivierung, cs: volná čtvrť) a neve. A francia heraldikában a szabad telek (fr: franc quartier) nagyobb, mint a telek, de kisebb, mint a negyed. A telek típusait a címerleírásban külön meg kell nevezni.

## A telek megkülönböztető jegyei
A telek néha meg lehet rajzolva különféle osztóvonalakkal, de az egyéb megkülönböztető jegyek, mint pl. a lékelt, áttört stb. csak kivételes esetben fordulhat elő. Szinte mindig csak egy telek található egy címerben és a boglárhelyen előforduló telek kivételéve legalább az egyik oldalának érintenie kell a pajzs szélét. A keretes telkek is ritkák. Ha a címerben ráma, pajzsfő vagy harántpólya (illetve a balteleknél balharántpólya) van, a telek mindig arra is rá van helyezve, valamint kitakarja a pajzsra helyezett azon címerábrákat vagy azon részleteiket is, melyek a telek által elfoglalt pajzsrészre esnek.

## A telek használata
Néha a pajzsban a telken kívül nincs más címerábra, ezt azonban általában a címerbővítés vagy a címertörés egyik eszközének szokták tartani. A pajzsfőhöz hasonlóan a telket valóban gyakran alkalmazzák a címertörésnél vagy más címertani kitüntetési jegyek elhelyezésére, pl. a portugál heraldikában. Valószínűleg a használatba vételére is ezért került sor. Így például hivatali jelvényként a porosz királyi koronával díszített telket kaptak 1701-ben a von Decker bárók. Egyes vélemények szerint az eredete arra vezethető vissza, hogy a harcosok vállára jutalomként valamilyen kitüntetési jelvényt terítettek. A telek lehet üres vagy egy mesteralakkal vagy egy, esetleg több címerképpel díszítve.
Közép-Európában szinte ismeretlen, de Csehországban valamivel gyakoribb. Telek van a Duka család 1792-es címerében. Rendkívül gyakori a német, ezen belül a Rajna-menti heraldikában, Angliában és Franciaországban, ahol változatos típusai léteznek.

## A telek változatai
A belső telek (de: Lichteck, geschmälertes Obereck) a kisteleknek felel meg, kisebb mint a pajzsszélesség 1/3-a. Lehet más címerábrákkal is díszítve.
A középtelek vagy középső telek (de: Ort) a pajzsfő közepén elhelyezkedő telek, mely a pajzsszélesség 1/3-át teszi ki. A francia heraldikában lehet áttört (fr: ajouré, de: durchbrochen) is.
A boglártelek (de: Mittelvierung) a pajzs közepén, a boglárhelyen helyezkedik el.
A szabad sarok (de: Freiecke) olyan telek, mely kisebb, mint az 1/4-es telek. Ez csupán a pajzsszélesség 1/8-át teszi ki. A régi német heraldikában üres saroknak (de: lediger Winckel) is nevezték. Olyan kicsi, hogy általában csak egyszerű mesteralak, mely nincs semmilyen más címerképpel díszítve.
A pólyatelek (en: fesse and canton) az angol heraldikában fordul elő. Az egymással azonos színű pólya vagy akár az ikerpólya (two bars on a canton, a. m. 'ikerpólya-telek'), három pólya stb. egyesítésével jön létre, mindenféle osztóvonal nélkül. Ha azonban a pajzsban a telekkel megegyező színű harántpólya (illetve baltelek esetén balharántpólya) van, a telek a harántpólya felett áll, azaz nem egyesítjük ezeket egymással.
A harántsarok (de: Schrägeck) a telek változatának is tekinthető. Annak tulajdonképpen a felét teszi ki. Olyan mesteralak, mely a pajzs tetejének vagy aljának közepétől a pajzsoldal közepéig húzott ferde vonal által jön létre. Előfordulhat a pajzs jobb vagy bal felső, illetve jobb vagy bal alsó sarkában. Lehet más címerábrákkal is díszítve.
Ennek változata az ékállás (de: Stander, dreieckige Wappenflügel, Schoos, Schoß), mely a pajzs jobb felső sarkából a pajzs közepéig (esetleg tovább vagy rövidebbre) húzott ferde vonalból és a pajzsoldalra merőleges vízszintes vonalból áll és így a mező 1/8-át kitevő háromszögű, ékhez hasonló mesteralak jön létre, mely a forgó egyik cikkének is tekinthető. Az ettől eltérő helyzetet a címerleírásban külön meg kell említeni (pl. bal oldali ékállás, fordított ékállás, bal oldali fordított ékállás).

Telek
Baltelek
Telek (en: quarter 'negyed')
Telek négyelt címerrel
Kistelek
Szabad telek
Bolglártelek
Felső-középtelek
Alsótelek
Bal-alsótelek
Alsó-középtelek
Pólyatelek
Ikerpólya-telek
Harántsarok (Vö. pajzsfő)
Balharánt-sarok (Vö. pajzsfő)
Alsó-harántsarok (Vö. pajzstalp)
Alsó-balharántsarok (Vö. pajzstalp)
Ékállás (Vö. ék (heraldika), forgó)
Jobb felső ékállás (Vö. ék (heraldika), forgó)
Bal felső ékállás (Vö. ék (heraldika), forgó)
Fordított ékállás (Vö. ék (heraldika), forgó)
Jobb alsó ékállás (Vö. ék (heraldika), forgó)
Bal alsó ékállás (Vö. ék (heraldika), forgó)